# MŠK Rimavská Sobota
MŠK Rimavská Sobota é uma equipe eslovaca de futebol com sede em Rimavská Sobota. Disputa a segunda divisão da Eslováquia (2. Liga).
Seus jogos são mandados no Na Zahradkach Stadium, que possui capacidade para 5.000 espectadores.

## História
O MŠK Rimavská Sobota foi fundado em 1913.

## Elenco
Última atualização: 12 de março de 2016
Nota: Bandeiras indicam equipe nacional, conforme definido pelas regras de elegibilidade da FIFA. Os jogadores podem ter mais de uma nacionalidade não-FIFA.
| N.º |            | Posição | Jogador          |
| --- | ---------- | ------- | ---------------- |
| 2   | Eslováquia | D       | Martin Eštok     |
| 3   | Ucrânia    | D       | Bohdan Rudyuk    |
| 4   | Eslováquia | D       | Richard Nemergut |
| 5   | Eslováquia | M       | Lukáš Lupták     |
| 6   | Eslováquia |         | Štefan Balog     |
| 7   | Eslováquia | D       | Stanislav Morháč |
| 8   | Eslováquia |         | František Zibrin |
| 9   | Japão      | M       | Shotaro Hattori  |

| N.º |            | Posição | Jogador            |
| --- | ---------- | ------- | ------------------ |
| 11  | Hungria    | A       | Tamás Kemény       |
| 12  | Eslováquia | M       | Jozef Gazda        |
| 14  | Eslováquia |         | Jozef Petrusz      |
| 18  | Eslováquia | D       | Peter Petrán       |
| 21  | Noruega    | A       | Daniel Forlandsaas |
| 24  | Eslováquia | M       | Matej Vargic       |
| 29  | Eslováquia | G       | Marek Prošovský    |
| 86  | Eslováquia | G       | Martin Brza        |
| ––  | Eslováquia | M       | Miroslav Almaský   |